# BCAS2
El factor de empalme pre-ARNm SPF2788 es una proteína que en los humanos está codificada por el gen BCAS2.

## Otras lecturas
- Ewing RM, Chu P, Elisma F (2007). «Large-scale mapping of human protein-protein interactions by mass spectrometry.». Mol. Syst. Biol. 3 (1): 89. PMC 1847948. PMID 17353931. doi:10.1038/msb4100134.
- Gregory SG, Barlow KF, McLay KE (2006). «The DNA sequence and biological annotation of human chromosome 1.». Nature 441 (7091): 315-21. Bibcode:2006Natur.441..315G. PMID 16710414. doi:10.1038/nature04727.
- Qi C, Zhu YT, Chang J (2005). «Potentiation of estrogen receptor transcriptional activity by breast cancer amplified sequence 2.». Biochem. Biophys. Res. Commun. 328 (2): 393-8. PMID 15694360. doi:10.1016/j.bbrc.2004.12.187.
- Gerhard DS, Wagner L, Feingold EA (2004). «The status, quality, and expansion of the NIH full-length cDNA project: the Mammalian Gene Collection (MGC).». Genome Res. 14 (10B): 2121-7. PMC 528928. PMID 15489334. doi:10.1101/gr.2596504.
- Strausberg RL, Feingold EA, Grouse LH (2003). «Generation and initial analysis of more than 15,000 full-length human and mouse cDNA sequences.». Proc. Natl. Acad. Sci. U.S.A. 99 (26): 16899-903. Bibcode:2002PNAS...9916899M. PMC 139241. PMID 12477932. doi:10.1073/pnas.242603899.
- Scherl A, Couté Y, Déon C (2003). «Functional proteomic analysis of human nucleolus.». Mol. Biol. Cell 13 (11): 4100-9. PMC 133617. PMID 12429849. doi:10.1091/mbc.E02-05-0271.
- Lee S, Ha S, Chung M (2003). «Mouse DAM1 regulates pro-apoptotic activity of BLK in mammary epithelial cells.». Cancer Lett. 188 (1–2): 121-6. PMID 12406557. doi:10.1016/S0304-3835(02)00055-1.
- Maass N, Rösel F, Schem C (2002). «Amplification of the BCAS2 gene at chromosome 1p13.3-21 in human primary breast cancer.». Cancer Lett. 185 (2): 219-23. PMID 12169396. doi:10.1016/S0304-3835(02)00286-0.
- Suzuki Y, Yoshitomo-Nakagawa K, Maruyama K (1997). «Construction and characterization of a full length-enriched and a 5'-end-enriched cDNA library.». Gene 200 (1–2): 149-56. PMID 9373149. doi:10.1016/S0378-1119(97)00411-3.
- Maruyama K, Sugano S (1994). «Oligo-capping: a simple method to replace the cap structure of eukaryotic mRNAs with oligoribonucleotides.». Gene 138 (1–2): 171-4. PMID 8125298. doi:10.1016/0378-1119(94)90802-8.

- Datos: Q18035190